# Bocchigliero
Bocchigliero är en ort och kommun i provinsen Cosenza i regionen Kalabrien i Italien. Kommunen hade 1 250 invånare (2017).